# Puccinia brachypodii
Puccinia brachypodii är en svampart. Puccinia brachypodii ingår i släktet Puccinia och familjen Pucciniaceae.

## Underarter
Arten delas in i följande underarter:
- arrhenatheri
- poae-nemoralis
- brachypodii